# الخنق (ذمار)
الخنق هي إحدى قرى الجمهورية اليمنية. وهي تتبع جغرافيًا لمحافظة ذمار. وإداريًا لمديرية ضوران انس. يبلغ تعداد سكانها 1640 نسمة حسب الإحصاء الذي جرى عام 2004.